# Danh sách địa điểm thi đấu bắn cung tại Thế vận hội
Tại các kỳ Thế vận hội Mùa hè, có 17 địa điểm đã và sẽ là nơi tổ chức môn bắn cung.
| Thế vận hội         | Địa điểm                                                 | Môn thể thao Thế vận hội khác cùng được tổ chức tại địa điểm này                                                                                                | Sức chứa                                     | Tham khảo     |
| ------------------- | -------------------------------------------------------- | --- | -------------------------------------------- | ------------- |
| Paris 1900          | Rừng Vincennes                                           | không | không thống kê                               | [ 1 ]         |
| St. Louis 1904      | Francis Field                                            | Điền kinh, Đua xe đạp, Bóng đá, Thể dục dụng cụ, Bóng vợt, Roque, Quần vợt, Kéo co, Cử tạ, và Đấu vật                                                           | 19,000.                                      | [ 2 ]         |
| London 1908         | Sân vận động Thành phố Trắng                             | Điền kinh, Xe đạp (lòng chảo), Nhảy cầu, Khúc côn cầu trên cỏ, Bóng đá, Thể dục dụng cụ, Bóng vợt, Rugby union, Bơi lội, Kéo co, Bóng nước (chung kết), Đấu vật | 97,000.                                      | [ 3 ]         |
| Antwerp 1920        | Công viên Nachtegalen                                    | không | không thống kê                               | [ 4 ]         |
| Munich 1972         | Vườn Anh                                                 | không | 1,100                                        | [ 5 ]         |
| Montreal 1976       | Khu bắn cung Thế vận hội, Joliette                       | không | 2,000                                        | [ 6 ]         |
| Moskva 1980         | Khu bắn cung phức hợp các môn thể thao Krylatskoye       | không | 3,000                                        | [ 7 ]         |
| Los Angeles 1984    | Công viên El Dorado                                      | không | 4,000                                        | [ 8 ]         |
| Seoul 1988          | Khu bắn cung Hwarang                                     | không | 1,200                                        | [ 9 ]         |
| Barcelona 1992      | Khu bắn cung Thế vận hội                                 | không | không thống kê                               | [ 10 ]        |
| Atlanta 1996        | Sân đua xe đạp và Trung tâm bắn cung Công viên Núi Stone | Xe đạp (lòng chảo) | 5,200 (bắn cung) 6,000 (đua xe đạp)          | [ 11 ] [ 12 ] |
| Sydney 2000         | Công viên bắn cung quốc tế Sydney                        | không | 17,500                                       | [ 13 ]        |
| Athens 2004         | Sân vận động Panathinaiko                                | Điền kinh (chung kết marathon) | 7,500 (bắn cung) 34,500 (chung kết marathon) | [ 14 ]        |
| Bắc Kinh 2008       | Khu bắn cung Công viên Thế vận hội Bắc Kinh              | không | 5,000                                        | [ 15 ]        |
| Luân Đôn 2012       | Lord's Cricket Ground                                    | không | 6.500 (tạm thời)                             | [ 16 ]        |
| Rio de Janeiro 2016 | Sambódromo                                               | Điền kinh (marathon) | 72.000                                       | [ 17 ]        |
| Tokyo 2020          | Yumenoshima                                              | không | 5.600                                        | [ 18 ]        |
| Paris 2024          | Điện Invalides                                           | không | 6.000                                        |               |
| Los Angeles 2028    | Sân vận động LA                                          | Bóng đá | 8.000                                        |               |
| Brisbane 2032       | Công viên South Bank                                     | không | 4.000                                        |               |

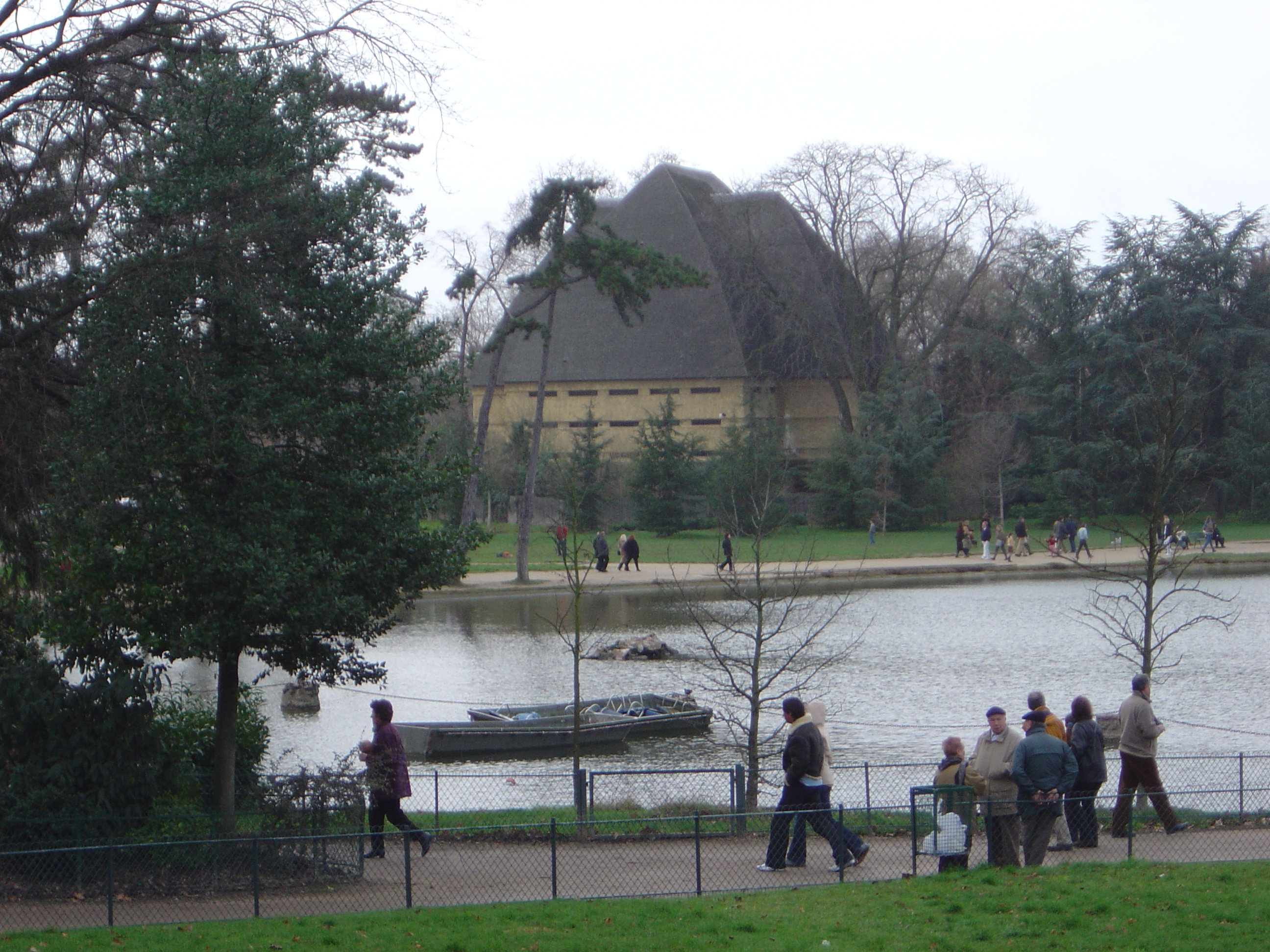
Rừng Vincennes là nơi đầu tiên được chọn để tổ chức môn bắn cung tại Thế vận hội
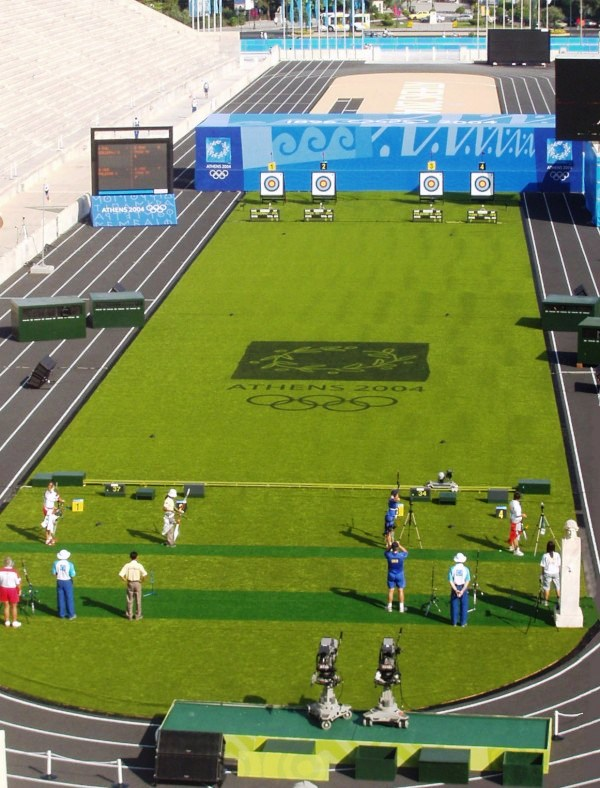
Sân vận động Panathinaiko là nơi tổ chức thi đấu môn bắn cung và chung kết marathon tại Thế vận hội Mùa hè 2004 ở Athens.
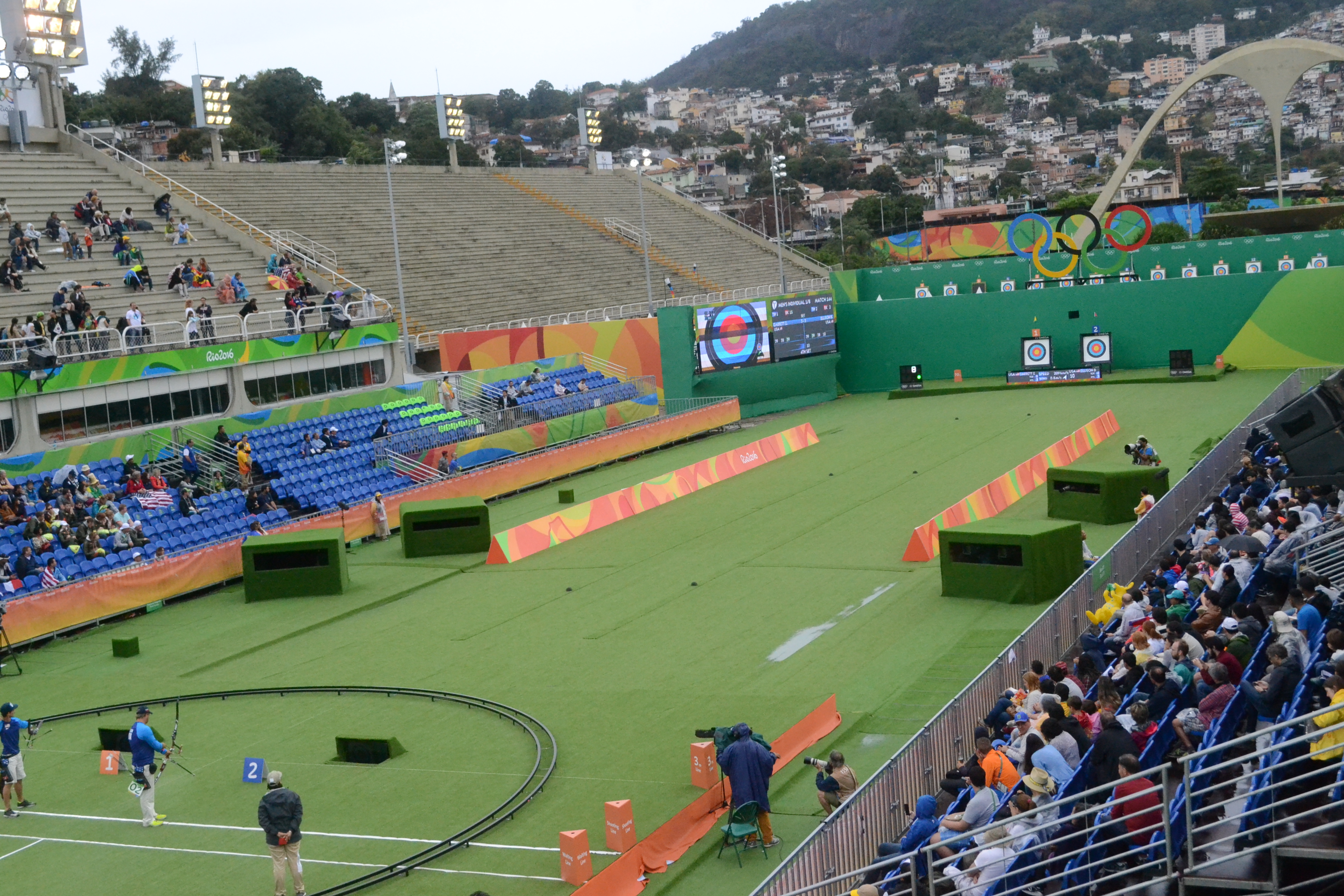
Sambódromo là nơi tổ chức thi đấu môn bắn cung và chung kết marathon tại Thế vận hội Mùa hè 2016 ở Rio de Janeiro.